# El llibre de la serenitat
El Llibre de la serenitat (en xinès: 從容錄, Cóngróng lùr, en japonès: Shōyōroku) és el títol d'un llibre compilat per Wansong Xingxiu (1166 - 1246), publicat per primera vegada a l'any 1224. El llibre comprèn una col·lecció de 100 koans, escrits pel mestre budista Hongzhi Zhengjue, juntament amb comentaris de Wansong. La recopilació de Wansong es l'única font que sobreviu.
Juntament amb La porta sense porta, El llibre de la serenitat és considerat com una de les dues recopilacions primàries del diàleg Zen. Shohaku Okumura ha nomenat aquesta col·lecció com "un text clàssic que és encara analitzat per estudiants Zen de l'actualitat". Reb Anderson l'ha anomenat "un cim auspiciòs en la serralada de la literatura Zen, una subtil corrent als valls profunds del nostre ensenyament, un tresor d'inspiració i guía per l'aprenentatge dels ensenyaments budistes". També Gerry Shinshin Wick, qui va publicar una traducció d'El llibre de la serenitat a l'any 2005, diu que "tot i haver estat compilat per un mestre en el llinatge Soto en El llibre de la serenitat, es troben tractats com Koans al Rinzai, algunes escoles Rinzai, i la tradició Soto els va estudiar, pero amb més litúrgia que els Koans".

## Composicions
Originalment el mestre Wanshi Shogaku (1091 - 1157) va col·leccionar 100 koans i va fer un vers a cadascun d'ells pels voltants del segle xii; després el mestre Bansho Gyoshu va afegir una sèrie d'instruccions i comentaris durant l'any 1223. En la versió actual, només sobreviu el format d'"instruccions", "Cas" i "Vers" seguint l'estil tradicional.

## Traduccions
- Cleary, Thomas. The Book of Serenity: One Hundred Zen Dialogues.  Shambhala Publications. ISBN 9781590302491.
- Wick, Gerry Shishin. The Book Of Equanimity: Illuminating Classic Zen Koans.  Wisdom Publications. ISBN 9780861713875.